# Atefah Sahaaleh
Atefah Sahaaleh (Perzisch: عاطفه رجبی سهاله, geboren in 1988, overleden op 15 augustus 2004) was een meisje dat in 2004 op 16-jarige leeftijd in Iran werd opgehangen wegens 'misdaden tegen kuisheid'. 
Een affaire met een taxichauffeur leidde tot haar terdoodveroordeling. De taxichauffeur kreeg een lijfstraf. Haar terechtstelling vond plaats in het stadje Neka nabij de Kaspische Zee, waarbij haar lichaam nadien hangend aan een hijskraan nog uren ter afschrikking aan het publiek werd getoond.